# Juan Soto Ivars
Juan Soto Ivars (Águilas, Murcia, 26 de abril de 1985) es un escritor y columnista español, autor de novelas y ensayos. Es miembro del consejo asesor de la Fundéu desde 2017.

## Trayectoria
Nació en 1985 en la localidad de Águilas (Murcia). Ha sido columnista en publicaciones como Tiempo de Hoy y Primera Línea y fue encargado en El Confidencial de la sección «España Is Not Spain».
Coordinó y prologó junto a Sergi Bellver el libro colectivo de relatos Mi madre es un pez (Libros del Silencio, 2011), con el que se dio a conocer en los medios de comunicación el movimiento literario Nuevo Drama fundado por Soto, Bellver y Manuel Astur. Ha sido también columnista en Papel (dominical de El Mundo)[cita requerida] o en Tentaciones de El País. Su ensayo Un abuelo rojo y otro abuelo facha (2016) afirma en el subtítulo ser «un manifiesto contra el mito de las dos Españas».
En junio de 2016, después de haber criticado a Juan Luis Cebrián —director de Prisa— a través de Twitter, a causa de la prohibición de Cebrián a sus periodistas de acudir a La Sexta por haber publicado esta cadena informaciones acerca de la vinculación de la mujer de Cebrián con los Papeles de Panamá, Soto Ivars escribió su última columna en Tentaciones (El País), donde escondió un mensaje cifrado en acróstico en que podía leerse: «Cebrián es un tirano como Calígula».
En su ensayo Arden las redes (Debate, 2017) desarrolla lo que entiende por «poscensura», terminología que Soto Ivars emplea para designar a la presión social ejercida por los usuarios de las redes sociales sobre los autores, que según el autor supondría una herramienta de coacción que operaría como una forma de censura.
En televisión, mantiene desde 2017 hasta 2022 una sección en Els Matins de TV3, conducido por Lídia Heredia, sobre la libertad de expresión en internet. También colaboró con una sección en el programa La hora de la 1, de Televisión Española. Ha aparecido como experto hablando sobre estos mismos temas en programas como Salvados, de Jordi Évole, o La Sexta Noche, y mantuvo una sección durante dos temporadas en el programa No es un día cualquiera de RNE, conducido por Pepa Fernández. Explicó su teoría de la poscensura en una charla TEDx.
En junio de 2017 se incorporó al consejo asesor de la Fundación del Español Urgente (Fundéu) junto a otros periodistas como Montserrat Domínguez y Jorge Bustos. En septiembre de 2020 se incorporó a los programas Julia en la Onda y Hoy empieza Todo. En octubre de 2021 empieza a colaborar en Cuarto Milenio con una sección sobre libros censurados, más tarde expandiendo sus apariciones al programa hermano Horizonte.
En su ensayo Nadie se va a reír (Debate 2022) trata el «caso del Tour de la Manada», una web paródica condenada por el Tribunal Supremo, que fue creada por el grupo surrealista Homo Velamine como una acción irónica.  Finalmente, en mayo de 2025 el Tribunal Constitucional la declaró nula por unanimidad. 
Poco después publicó una biografía sobre el autor noruego Knut Hamsun.
En 2024 se le concedió el XXX Premio Internacional de Ensayo Jovellanos por un ensayo sobre las batallas culturales, La trinchera de las letras.

## Publicaciones

### Biografía
- Knut Hamsun: el autor y las quimeras (Zut, 2023).[28]

### Crónica
- Nadie se va a reír (Debate, 2022).[29]

### Ensayo
- Un abuelo rojo y otro abuelo facha (Círculo de Tiza, Madrid, 2016).[30]
- Poscensura (Flash, Barcelona, 2017).
- Arden las redes (Debate, 2017).[13][31]
- La casa del ahorcado (Debate, 2021).
- La trinchera de letras (Nobel, 2024).

### Novelas
- La conjetura de Perelman (Ediciones B, Barcelona, 2011).
- Siberia. (El Olivo Azul, Córdoba, 2012). Premio Tormenta al mejor autor revelación (2012).
- Ajedrez para un detective novato (Algaida, Sevilla, 2013 )[32]
- Crímenes del futuro (Editorial Candaya, Barcelona, 2018).

#### Literatura Infantil
- ¡Prohibida la ducha! (Siruela, Madrid, 2015).

### Ediciones a su cargo
- VV.AA., Sobre tierra plana (Gens, Madrid, 2007).
- VV.AA., Mi madre es un pez (Libros del Silencio, Barcelona, 2011; edición y prólogo de Sergi Bellver y Juan Soto Ivars).

### Relatos en antologías
- Sobre tierra plana (Gens, Madrid, 2007).
- Náufragos en San Borondón. (Baile del Sol, Tenerife, 2012; selección de Javier Vázquez Losada).
- No entren al 1408 - Antología en español tributo a Stephen King. (La Biblioteca de Babel, Quito, 2013; edición de Jorge Luis Cáceres).
- Bajo treinta. Antólogo: Juan Gómez Bárcena. (Salto de Página, Madrid, 2013).
- Última temporada. Antólogo: Alberto Olmos. (Lengua de Trapo, Madrid, 2013).
- La montaña azul. (La fea burguesía, Murcia, 2014).
- Desviaciones de la naturaleza. (Tejón, Madrid, 2014).

### Prólogos
- El libro negro de TVE: Crónicas buitreras de las polémicas, guerras civiles y escándalos de la televisión pública. De Balbín a Broncano, Juan F. Lamata, (La esfera de los libros, Madrid, 2025)
- Daño irreversible, Abigail Shrier, (Deusto, Barcelona, 2021).
- VV.AA., Mi madre es un pez (Libros del Silencio, Barcelona, 2011; edición y prólogo de Sergi Bellver y Juan Soto Ivars).
- Pitcairn, Alejandro García Ingrisano (El Olivo Azul, Córdoba, 2011).
- La familia Golovliov, Mijaíl Saltykov-Shchedrín (Nevsky Prospekts, Madrid, 2012).
- Y encima es mi cumpleaños, Manuel Astur (Esto no es Berlín Ediciones, Madrid, 2012).

## Premios

### Novela
- Premio Tormenta al Mejor Autor Revelación 2012 por Siberia.
- Premio Ateneo Joven de Sevilla de Novela 2013 por Ajedrez para un detective novato.[32]

### Teatro
- Premio de Radioteatro Radio Nacional de España 2008 por Servicio Técnico.[cita requerida]

### Ensayo
- XXX Premio Internacional de Ensayo Jovellanos por su obra La trinchera de las letras (2024).[27]
- XXX Premio Fam Cultura Pop Eye por su obra Nadie se va a reír (2024).[27]